# Premios SHOCK
Los premios SHOCK fueron (porque la Revista Shock fue clausurada por orden de la Familia Santo Domingo en septiembre de 2024) unos premios que se realizan anualmente por la revista colombiana Shock. En ellos se reconocía la excelencia artística y técnica en las artes y ciencias de la música grabada, mediante votaciones del público. Se convirtió en un premio de prestigio en la música nacional e internacional.
Entre los artistas que lograron ganar los premios se encuentran Shakira, Juanes, Andrés Cepeda, Carlos Vives, Ilona, J Balvin, Silvestre Dangond, Fanny Lu, Bazurto All Stars, entre otros.
Fueron creados en 2000, con una emisión en Colombia para la cadena Caracol Televisión y están considerados los premios más importantes del país, después de los Premios Nuestra Tierra de la cadena de radio y televisión RCN.

## Historia
En 2000, la revista colombiana Shock anunció que la primera entrega anual del premio SHOCK se llevaría a cabo en el Palacio de los Deportes de Bogotá. 
El sistema de votación consiste en tabular los resultados obtenidos, y las cinco grabaciones en cada categoría con el mayor número de votos resultan nominados. Las votaciones se realizan por medio de la página web oficial de la revista, y las votaciones las realiza el público a nivel nacional. Posteriormente, los ganadores so anunciados en la ceremonia de los premios SHOCK.

## Ceremonia
En todas las ediciones de los premios se invita a personalidades del mundo artístico. También participan diversas compañías discográficas, productores discográficos y medios de comunicación.
Diversas bandas y artistas internacionales han participado de la ceremonia como Illya Kuryaki and the Valderramas, Beto Cuevas del grupo La Ley, Maite Perroni de RBD, Alejandro González de Maná, entre otros.
También han participado artistas nacionales destacados como ChocQuibTown, Silvestre Dangond, Carlos Vives, Fonseca, Fanny Lu, Bazurto All Stars, entre otros.

## Categorías
| - Mejor nuevo artista - Mejor canción radio - Mejor disco de salsa - Mejor artista o agrupación pura sabrosura - Mejor artista o agrupación Mi Música en shock.co - Mejor artista o agrupación alternativa - Mejor artista o agrupación pop alternativo - Mejor canción radio alternativa - Artista o agrupación Shock Fest Tigo 2013 - Mejor agrupación pop - Mejor videoclip BogoShorts - Mejor artista o agrupación nueva ola Latinoamérica - Artista o Agrupación latinoamericana del año - Mejor solista masculino - Mejor solista femenina - Mejor nueva solista femenina | - Mejor artista o agrupación urbana - Mejor nuevo artista urbano - Mejor artista o agrupación rock - Álbum del año - Mejor artista o agrupación hip hop - Mejor canción reggae - Mejor nuevo artista o agrupación pura sabrosura - Mejor artista o agrupación vallenato - Mejor música en una película o programa de Tv - Boom del año - Grabación del año - Grabación especial en CD y/o DVD - Mejor disco de folclor - Disco de la casa (Shock series) - Artista o agrupación del año - Artista Shock del Año |